# Marc Maron
Marcus David Maron (Jersey City, 27 september 1963) is een Amerikaanse stand-upcomedian en acteur. Sinds 2009 presenteert hij de podcast WTF with Marc Maron.

## Biografie
Marc Maron werd in 1963 geboren in Jersey City (New Jersey) als de zoon van Toby en Barry R. Maron. Zijn vader was een orthopedisch chirurg en zijn moeder een vastgoedmakelaar. Hij groeide op in een joodse familie. Op zesjarige leeftijd verhuisde hij voor twee jaar met zijn gezin naar Alaska, waar zijn vader werkzaam was. Nadien verhuisde hij met zijn familie naar Albuquerque (New Mexico). Daar zou hij later afstuderen aan Highland High School. In 1986 behaalde hij aan de Universiteit van Boston een bachelordiploma in de richting Engelstalige literatuur.
Vanaf 1987 begon Maron op te treden als stand-upcomedian. Hij trad regelmatig op in The Comedy Store in Los Angeles, waar hij in contact kwam met komiek Sam Kinison. Later verhuisde hij naar New York, waar hij onderdeel werd van de alternatieve comedyscene. In 1995 deed hij auditie voor het sketchprogramma Saturday Night Live, maar hij werd niet aangeworven. In 2000 had hij een kleine rol in de film Almost Famous van regisseur Cameron Crowe. Maron was ook regelmatig te gast in Late Show with David Letterman (1993–2015) en Late Night with Conan O'Brien (1993–2009). 
Gedurende de jaren 1990 kampte Maron met een drank- en drugsverslaving, een onderwerp dat hij sindsdien regelmatig bespreekt in zijn shows en interviews. Sinds 9 augustus 1999 is hij nuchter.
In september 2009 begon Maron met de podcast WTF with Marc Maron uit te zenden. In het programma, dat twee keer per week wordt uitgezonden vanuit zijn garage, interviewt hij collega's, vrienden of andere beroemdheden. In juni 2015 was toenmalig president Barack Obama te gast.
Van 2013 tot 2016 speelde hij de hoofdrol in de door hemzelf bedachte sitcom Maron. De gedeeltelijk autobiografische reeks werd voor vier seizoenen uitgezonden door IFC. Sinds 2017 speelt hij ook een hoofdrol in de Netflix-serie GLOW.

## Filmografie
Film
- Los Enchiladas! (1999)
- Who's the Caboose? (1999)
- Almost Famous (2000)
- Sleepwalk with Me (2012)
- All Wifed Out (2012)
- Frank and Cindy (2015)
- Get a Job (2016)
- Flock of Dudes (2016)
- Mike and Dave Need Wedding Dates (2016)
- Duck Butter (2018) (stem)
- Joker (2019)
- The Bad Guys (2022) (stem)
- DC League of Super-Pets (2022) (stem)
- The Order (2024)

Televisie (selectie)
- Dr. Katz, Professional Therapist (1996) (stem)
- Metalocalypse (2012) (stem)
- Adventure Time with Finn & Jake (2012) (stem)
- Louie (2012–2014)
- Maron (2013–2016)
- Girls (2015)
- Harvey Beaks (2015–2016)
- GLOW (2017–2019)